# 周惠 (明朝)
周惠（1490年—?年），字子民，號星山，四川敘州府宜賓縣人，民籍，治《易經》。

## 生平
閏九月二十五日生，行二，由縣學生中式丙子科四川鄉試第四十名舉人，年二十八歲中式正德十二年丁丑科會試第二十四名，第三甲第一百八十二名進士。兵部观政，授大理寺评事，改南京，升寺副、寺正，由大理寺正出为撫州府知府，调饶州，嘉靖十三年（1534年）十月升云南按察司副使，养病辞官。

## 家族
曾祖周朝宗；祖周本；父周孟清；母鄧氏；繼母盧氏。具慶下，妻任氏，兄愚，弟悉。